# Краматорський цементний завод

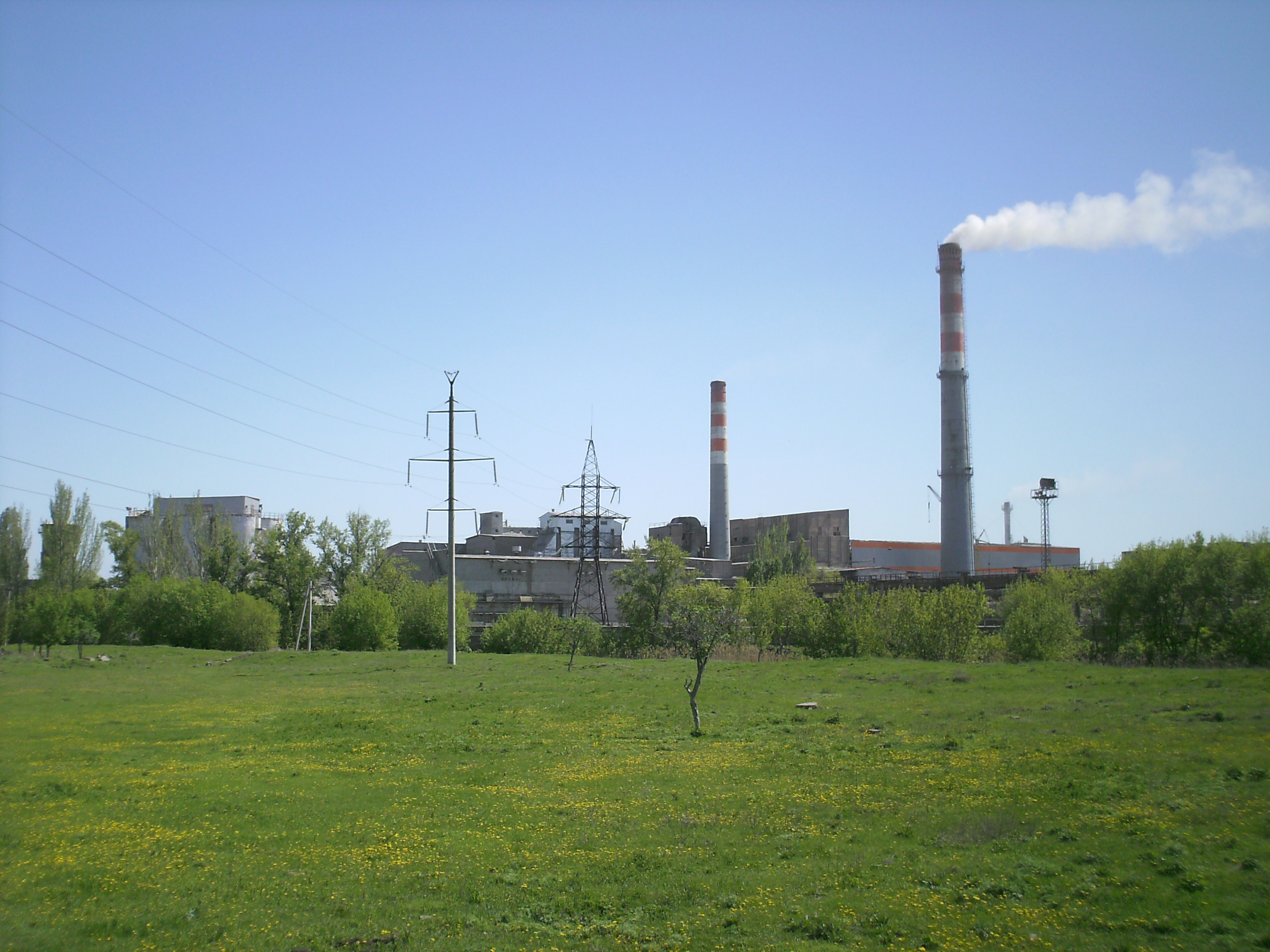
Краматорський цементний завод

Краматорський цементний завод — український цементний завод.

## Історія
У квітні 1912 року бельгійським акціонерним товариством було побудовано й введено в експлуатацію цементний завод проєктною потужністю 85 тис. тонн. У цей час жваво розвивався й розбудовувався Донбас: будувалися шахти, металургійні й машинобудівні заводи.
Взимку 1918 року завод захопили та встановили власний контроль над виробництвом, більшовики. Після звільнення від більшовиків, завод було денаціоналізовано. Однак у травні 1918 року, був убитий директор заводу.  1923 року на теренах цементного заводу було побудовано шиферний цех, а в 1930 році, його було перетворено на самостійний завод. Протягом своєї діяльності заводи збільшували потужності, модернізувалися, вдосконалювали технологічні процеси, збільшувався перелік продукції. 1972 року, цементний і шиферний заводи були об'єднані в один комбінат, а в 1995 році комбінат перетворений на відкрите акціонерне товариство ВАТ «Краматорський цементно-шиферний комбінат - Пушка».
2004 року, цементне виробництво було відокремлено від шиферного, ВАТ «КЦШК – Пушка»  перейменоване на ВАТ «Краматорський цементний завод – Пушка». 
2005 року завод увійшов до складу АТ «Євроцемент-Україна». Для збільшення потужностей на підприємстві планували реконструкцію четвертої технологічної лінії обпалення клінкера з переведенням її на «сухий» спосіб виробництва. За планами це мало збільшити обсяг виробництва клінкера й цементу, а також зменшити витрати енергоресурсів.
В 2005 році ВАТ «Краматорському цементному заводу – Пушка» було видано Європейський сертифікат якості за міжнародним стандартом ISO-9000-9004 на чотири види цементу. Після цього на підприємстві велися роботи з впровадження й сертифікації системи керування якістю. З метою відповідності новому стандарту щодо методів випробування цементу, уніфікованого з європейським стандартом  Е196-1, підприємство в повному обсязі придбало європейське обладнання для фізико-механічних випробувань цементу, німецької фірми «ТОНІ-ТЕХНІК». Титрувальне відділення ЦЗЛ й ОТК поповнилося новим сучасним приладом OXFORD LAB–X3500, який дозволяє пришвидшити хід виконання хімічного аналізу й підвищити його точність.
Від 26 травня 2011 року було змінено тип організаційної форми з ВАТ на ПАТ «Краматорський цементний завод - Пушка».
У жовтні 2015 року під час Війни на сході України, одне з найдавніших підприємств Краматорська, Цементний завод – тимчасово припинив роботу, а робітники були відправлені в Центр зайнятості (пов'язувалося це з приналежністю його, російському бізнесу).
Продукція комбінату постачається майже до всіх регіонів України. Експортні постачання до Молдови, Румунії, Угорщини складають ~15% від загального обсягу продажу.

## Власники
Станом на грудень 2023 року кінцевим власником заводу були російські компанії, Кабмін розглядав можливість примусового вилучення підприємства на користь України.

## Продукція
- Камінь стінний
- Листи азбестоцементні
- Портландцемент
- Портландцемент для азбестоцементних виробів
- Шлакоблоки
- Шлакопортландцемент
  - портландцемент з мінеральними домішками ПЦ-400-Д-200
  - портландцемент ПЦ-500-Д20
  - шлакопортландцемент ШПЦ-400
  - листи азбоцементні хвилясті (хвилястий шифер розміром 1750х1130х5,8)
  - листи азбестоцементні пласкі (плоский шифер розміром 17250х1120х8)
  - шифер кольорового виконання
  - тротуарну плитку різного профілю (всього 8 видів)
  - бордюр тротуарний 750x300 мм[5]